# Магнитен домен
Доменът е област във феромагнитен кристал, в която съществува самопроизволно намагнитване при температури по-ниски от точката на Кюри. Аналогични домени съществуват също в сегнетоелектрическите кристали и други вещества.